# Skoghalls kommunala realskola
Skoghalls kommunala realskola var en realskola i Skoghall verksam från 1922 till 1972.

## Historia
Skolan inrättades 1918 som en högre folkskola, vilken 1 januari 1922 ombildades till en kommunal mellanskola. Denna ombildades 1 juli 1952 till en kommunal realskola.
Realexamen gavs från 1922 till 1972.